# José Alves dos Santos Júnior
José Alves dos Santos Júnior (født 29. juli 1969) er en tidligere brasiliansk fodboldspiller.
Han har spillet for flere forskellige klubber i sin karriere, herunder Bellmare Hiratsuka.